# Oostenrijk op de Olympische Zomerspelen 2008
Oostenrijk nam deel aan de Olympische Zomerspelen 2008 in Peking, China. Oostenrijk debuteerde op de Zomerspelen in 1896 en deed in 2008 voor de 25e keer mee. De vorige Spelen (2x goud, 4x zilver, 1x brons) waren de meest succesvolle voor Oostenrijk sinds 1936, maar aan dit succes werd geen vervolg gegeven; voor het eerst sinds 1996 werd geen goud gewonnen en het aantal medailles bleef beperkt tot drie.

## Medailleoverzicht
| Sport     | Olympiër                 | Discipline          | Medaille |
| --------- | ------------------------ | ------------------- | -------- |
| Judo      | Ludwig Paischer          | -60kg (m)           | Zilver   |
| Kanovaren | Violetta Oblinger-Peters | K-1 slalom (v)      | Brons    |
| Zwemmen   | Mirna Jukić              | 100m schoolslag (v) | Brons    |

## Deelnemers en resultaten

### Atletiek
| Olympiër           | Discipline       | Resultaat | Prestatie                             |
| ------------------ | ---------------- | --------- | ------------------------------------- |
| Günther Weidlinger | 10000m (m)       | 27e       | 28.14,38                              |
| Gerhard Mayer      | discuswerpen (m) | 18e       | kwalificatie groep B: 8ste met 61,32m |
|                    |                  |           |                                       |
| Eva-Maria Gradwohl | marathon (v)     | 57e       | 2:44.54                               |

### Gymnastiek
| Olympiër       | Discipline      | Resultaat | Prestatie |
| Ritmisch       | Ritmisch        | Ritmisch  | Ritmisch |
| -------------- | --------------- | --------- | --- |
| Caroline Weber | individueel (v) | 17e       | kwalificatie: 17de touw: 18de met 16,125 punten hoepel: 18de met 15,875 punten knotsen: 16de met 16,250 punten lint: 17de met 15,925 punten totaal: 64,175 punten |

### Judo
| Olympiër          | Discipline | Resultaat | Prestatie |
| ----------------- | ---------- | --------- | --- |
| Ludwig Paischer   | -60kg (m)  | Zilver    | 1ste ronde: vrij 2de ronde: W van MAR Ahamdi: ippon 3de ronde: W van GBR Fallon: koka kwartfinale: W van PRK Kim: yuko halve finale: W van FRA Dragin: ippon finale: V van KOR Choi: ippon |
|                   |            |           | |
| Sabrina Filzmoser | -57kg (v)  | 19e       | 1ste ronde: V van PRK Kye: ippon |
| Claudia Heill     | -63kg (v)  | 5e        | 1ste ronde: W van GBR Clark: ippon 2de ronde: V van CUB González: yuko herkansingen: W van TPE Wang: ippon herkansingen 2: W van VEN Barreto: yuko bronzen finale: V van PRK Won: waza-ari |

### Kanovaren
| Olympiër                         | Discipline   | Resultaat | Prestatie |
| Slalom                           | Slalom       | Slalom    | Slalom |
| -------------------------------- | ------------ | --------- | --- |
| Helmut Oblinger                  | K-1 (m)      | 7e        | voorronde: 6de run 1: 10de in 86,21 run 2: 7de in 85,54 totaal: 171,75 halve finale: 9de in 88,69 finale: 7de in 178,83 |
|                                  |              |           | |
| Violetta Oblinger-Peters         | K-1 (v)      | Brons     | voorronde: 6de run 1: 6de in 97,27 run 2: 7de in 99,44 totaal: 196,71 halve finale: 5de in 110,65 finale: 6de in 214,77 |
| Sprint                           |              |           | |
| Yvonne Schuring Viktoria Schwarz | K-2 500m (v) | 9e        | serie 2: 5de in 1.46,890 halve finale: 3de in 1.44,834 finale: 9de in 1.44,965                                          |

### Paardensport
| Olympiër             | Discipline  | Resultaat | Prestatie                             |
| Dressuur             | Dressuur    | Dressuur  | Dressuur                              |
| -------------------- | ----------- | --------- | ------------------------------------- |
| Victoria Max-Theurer | individueel | 27e       | Grand Prix: 27ste met 65,333%         |
| Eventing             |             |           |                                       |
| Harald Ambros        | individueel | DNF       | dressuur: 51ste met 55,70 strafpunten |

### Schermen
| Olympiër         | Discipline | Resultaat | Prestatie                                                                               |
| ---------------- | ---------- | --------- | --------------------------------------------------------------------------------------- |
| Roland Schlosser | floret (m) | 15e       | 1ste ronde: vrij 2de ronde: W van ESP Menéndez: 15-9 3de ronde: V van ITA Cassarà: 8-15 |

### Schietsport
| Olympiër         | Discipline                 | Resultaat | Prestatie                                                                      |
| ---------------- | -------------------------- | --------- | ------------------------------------------------------------------------------ |
| Thomas Farnik    | 10m luchtgeweer (m)        | 10e       | kwalificatie: 10de met 594 punten (99-99-99-98-100-99)                         |
| Christian Planer | 10m luchtgeweer (m)        | 30e       | kwalificatie: 30ste met 589 punten (97-98-97-99-100-98)                        |
| Thomas Farnik    | 50m geweer 3 houdingen (m) | 5e        | kwalificatie: 7de met 1171 punten (391-386-394) finale: 5de met 1268,9 punten  |
| Mario Knögler    | 50m geweer 3 houdingen (m) | 6e        | kwalificatie: 8ste met 1170 punten (395-386-389) finale: 6de met 1268,4 punten |
| Mario Knögler    | 50m geweer liggend (m)     | 30e       | kwalificatie: 30ste met 590 punten (98-98-97-99-99-99)                         |
| Christian Planer | 50m geweer liggend (m)     | 41e       | kwalificatie: 40ste met 588 punten (98-98-98-99-98-97)                         |

### Schoonspringen
| Olympiër            | Discipline    | Resultaat | Prestatie                          |
| ------------------- | ------------- | --------- | ---------------------------------- |
| Constantin Blaha    | 3m plank (m)  | 22e       | voorronde: 22ste met 407,55 punten |
|                     |               |           |                                    |
| Veronika Kratochwil | 3m plank (v)  | 27e       | voorronde: 27ste met 218,75 punten |
| Anja Richter        | 10m toren (v) | 22e       | voorronde: 22ste met 287,70 punten |

### Synchroonzwemmen
| Olympiër                     | Discipline | Resultaat | Prestatie                                                                                                |
| ---------------------------- | ---------- | --------- | --- |
| Nadine Brandl Elisabeth Mahn | duet       | 22e       | technische routine: 22ste met 41,167 punten vrije routine: 21ste met 41,250 punten totaal: 82,417 punten |

### Tafeltennis
| Olympiër                                   | Discipline    | Resultaat | Prestatie |
| ------------------------------------------ | ------------- | --------- | --- |
| Chen Weixing                               | enkelspel (m) | 17e       | voorronde: vrij 1ste ronde: vrij 2de ronde: W van IND Kamal: 4-1 (11-4, 14-12, 11-2, 8-11, 12-10) 3de ronde: V van CHN Wang: 0-4 (7-11, 7-11, 5-11, 5-11)                                                                                             |
| Robert Gardos                              | enkelspel (m) | 33e       | voorronde: vrij 1ste ronde: W van PRK Ri: 4-3 (6-11, 8-11, 9-11, 11-9, 11-1, 11-5, 11-9) 2de ronde: V van CRO Primorac: 2-4 (10-12, 8-11, 11-6, 5-11, 11-5, 9-11)                                                                                     |
| Werner Schlager                            | enkelspel (m) | 9e        | voorronde: vrij 1ste ronde: vrij 2de ronde: vrij 3de ronde: W van KOR Yoon: 4-3 (10-12, 11-8, 6-11, 11-4, 9-11, 11-6, 11-8) 4de ronde: V van CHN Wang: 0-4 (6-11, 4-11, 8-11, 2-11)                                                                   |
| Chen Weixing Robert Gardos Werner Schlager | team (m)      | 4e        | groep A: 2de V van China: 0-3 W van Griekenland: 3-0 W van Australië: 3-0 bronzen play-off 1: W van Kroatië: 3-1 bronzen play-off 2: W van Japan: 3-1 bronzen finale: V van Zuid-Korea: 1-3                                                           |
|                                            |               |           | |
| Li Qiangbing                               | enkelspel (v) | 9e        | voorronde: vrij 1ste ronde: vrij 2de ronde: W van ITA Tan: 4-2 (8-11, 11-7, 11-8, 8-11, 11-5, 11-4) 3de ronde: W van GER Wu: 4-3 (11-9, 10-12, 6-11, 11-8, 3-11, 11-9, 11-9) 4de ronde: V van HKG Tie: 3-4 (9-11, 11-9, 11-2, 2-11, 9-11, 11-8, 3-11) |
| Liu Jia                                    | enkelspel (v) | 17e       | voorronde: vrij 1ste ronde: vrij 2de ronde: vrij 3de ronde: V van NED Jie: 1-4 (5-11, 8-11, 11-9, 10-12, 3-11) |
| Veronika Heine Li Qiangbing Liu Jia        | team (v)      | 7e        | groep A: 2de V van China: 0-3 W van Kroatië: 3-0 W van Dominicaanse Republiek: 3-0 bronzen play-off 1: V van Japan: 0-3 |

### Tennis
| Olympiër                    | Discipline     | Resultaat | Prestatie |
| --------------------------- | -------------- | --------- | --- |
| Jürgen Melzer               | enkelspel (m)  | 5e        | 1ste ronde: W van BRA Daniel: 6-7(9), 6-1, 8-6 2de ronde: W van SUI Wawrinka: 6-4, 6-0 3de ronde: W van TPE Lu: 6-2, 6-4 kwartfinale: V van ESP Nadal: 0-6, 4-6                       |
| Julian Knowle Jürgen Melzer | dubbelspel (m) | 9e        | 1ste ronde: W van GER Kiefer/Schüttler: 6-7(3), 6-3, 6-1 2de ronde: V van USA B Bryan/M Bryan: 6-7(2), 4-6                                                                            |
|                             |                |           | |
| Sybille Bammer              | enkelspel (v)  | 5e        | 1ste ronde: W van ESP Medina Garrigues: 6-2, 4-6, 6-4 2de ronde: W van SUI Schnyder: 6-4, 6-4 3de ronde: W van CZE Šafářová: 7-5, 6-4 kwartfinale: V van RUS Zvonareva: 3-6, 6-3, 3-6 |

### Triatlon
| Olympiër      | Discipline | Resultaat | Prestatie      |
| ------------- | ---------- | --------- | -------------- |
| Simon Agoston | mannen     | 38e       | 1:53.23,98     |
|               |            |           |                |
| Kate Allen    | vrouwen    | 14e       | 2:02.00,69     |
| Eva Dollinger | vrouwen    | DNF       | niet gefinisht |
| Tania Haiböck | vrouwen    | 27e       | 2:04.03,16     |

### Volleybal
| Olympiër                           | Discipline | Resultaat | Prestatie |
| Beach                              | Beach      | Beach     | Beach |
| ---------------------------------- | ---------- | --------- | --- |
| Clemens Doppler Peter Gartmayer    | mannen     | 9e        | groep D: 1ste W van BRA Araújo/Magalhães: 2-1 (20-22, 21-19, 15-11) W van ITA Amore/Lione: 2-0 (21-19, 24-22) W van RUS Barsuk/Kolodinsky: 2-1 (21-16, 18-21, 16-14) 2de ronde: V van GEO Gomes/Terceiro: 1-2 (21-19, 16-21, 13-15)                                                                                                |
| Florian Gosch Alexander Horst      | mannen     | 5e        | groep A: 3de V van CHN Wu/Xu: 0-2 (16-21, 15-21) W van EST Kais/Vesik: 2-1 (21-16, 18-21, 15-12) V van ESP Herrera/Mesa: 0-2 (14-21, 12-21) lucky losers: W van SUI Heyer/Heuscher: 2-0 (21-11, 21-19) 2de ronde: W van LAT Pļaviņš/Samoilovs: 2-0 (21-17, 21-18) kwartfinale: V van BRA Araújo/Luiz Magalhães: 0-2 (20-22, 17-21) |
|                                    |            |           | |
| Doris Schwaiger Stefanie Schwaiger | vrouwen    | 5e        | groep F: 2de W van GRE Arvaniti/Karantasiou: 2-0 (21-18, 21-18) W van MEX Candelas/Garcia: 2-0 (21-17, 21-10) V van BRA Antunes/Ribeiro: 0-2 (18-21, 19-21)) 2de ronde: W van GER Goller/Ludwig: 2-1 (23-21, 11-21, 18-16) kwartfinale: V van CHN Tian/Wang: 0-2 (12-21, 12-21)                                                    |

### Wielersport
| Olympiër              | Discipline       | Resultaat    | Prestatie    |
| Mountainbike          | Mountainbike     | Mountainbike | Mountainbike |
| --------------------- | ---------------- | ------------ | ------------ |
| Christoph Soukup      | mannen           | 6e           | 2:00.11      |
|                       |                  |              |              |
| Elisabeth Osl         | vrouwen          | 11e          | 1:51.39      |
| Weg                   |                  |              |              |
| Christian Pfannberger | wegwedstrijd (m) | 23e          | 6:26.17      |
| Thomas Rohregger      | wegwedstrijd (m) | 39e          | 6:26.25      |
|                       |                  |              |              |
| Christiane Soeder     | tijdrit (v)      | 7e           | 36.20,75     |
| Monika Schachl        | wegwedstrijd (v) | 46e          | 3:36.37      |
| Christiane Soeder     | wegwedstrijd (v) | 4e           | 3:32.28      |

### Zeilen
| Olympiër                             | Discipline     | Resultaat | Prestatie                                  |
| ------------------------------------ | -------------- | --------- | ------------------------------------------ |
| Andreas Geritzer                     | laser (m)      | 19e       | 157 punten: (28-6-2-30-20-44-44-18-9)      |
| Florian Reichstädter Matthias Schmid | 470 (m)        | 24e       | 164 punten: (24-19-25-24-14-24-24-5-19-11) |
| Christian Nehammer Hans Spitzauer    | star (m)       | 12e       | 87 punten: (14-10-11-6-14-4-12-4-12-14)    |
|                                      |                |           |                                            |
| Carolina Flatscher Sylvia Vogl       | 470 (v)        | 8e        | 84 punten: (9-DSQ-13-7-1-7-1-13-6-11-16)   |
|                                      |                |           |                                            |
| Nico Delle Karth Nikolaus Resch      | 49er           | 8e        | 99 punten: (9-2-14-8-13-7-5-7-7-13-5-1-22) |
| Roman Hagara Hans-Peter Steinacher   | tornado klasse | 9e        | 82 punten: (12-10-14-10-11-3-3-9-5-5-14)   |

### Zwemmen
| Olympiër                                                | Discipline            | Resultaat | Prestatie                                                                               |
| ------------------------------------------------------- | --------------------- | --------- | --------------------------------------------------------------------------------------- |
| Dominik Koll                                            | 200m vrije slag (m)   | 13e       | serie 8: 7de in 1.47,81 (NR) halve finale 1: 6de in 1.47,87                             |
| David Brandl                                            | 400m vrije slag (m)   | 20e       | serie 2: 1ste in 3.48,63 (NR)                                                           |
| Florian Janistyn                                        | 1500m vrije slag (m)  | 21e       | serie 2: 1ste in 15.12,46 (NR)                                                          |
| Markus Rogan                                            | 100m rugslag (m)      | 9e        | serie 6: 4de in 54,22 (NR) halve finale 2: 5de in 53,80                                 |
| Markus Rogan                                            | 200m rugslag (m)      | 4e        | serie 3: 1ste in 1.56,64 halve finale 2: 2de in 1.56,34 finale: 4de in 1.55,49 (NR)     |
| Sebastian Stoss                                         | 200m rugslag (m)      | 19e       | serie 4: 5de in 1.59,44                                                                 |
| Hunor Mate                                              | 100m schoolslag (m)   | 18e       | serie 4: 1ste in 1.00,93 (NR)                                                           |
| Hunor Mate                                              | 200m schoolslag (m)   | 21e       | serie 4: 3de in 2.11,56                                                                 |
| Maxim Podoprigora                                       | 200m schoolslag (m)   | 35e       | serie 4: 7de in 2.14,43                                                                 |
| Hunor Mate                                              | 200m vlinderslag (m)  | 10e       | serie 4: 4de in 1.55,96 halve finale 1: 6de in 1.55,65                                  |
| Hunor Mate                                              | 200m wisselslag (m)   | 16e       | serie 4: 5de in 2.00,57 halve finale 1: 8ste in 2.00,88                                 |
| Hunor Mate                                              | 400m wisselslag (m)   | 15e       | serie 2: 5de in 4.15,48 (NR)                                                            |
| Dominik Koll David Brandl Florian Janistyn Markus Rogan | 4x200m vrije slag (m) | 9e        | serie 2: 5de in 7.11,45 (NR)                                                            |
|                                                         |                       |           |                                                                                         |
| Birgit Koschischek                                      | 100m vrije slag (v)   | 29e       | serie 3: 3de in 55,62                                                                   |
| Jördis Steinegger                                       | 200m vrije slag (v)   | 26e       | serie 3: 2de in 2.00,52 (NR)                                                            |
| Jördis Steinegger                                       | 400m vrije slag (v)   | 16e       | serie 4: 5de in 4.09,72 (NR)                                                            |
| Jördis Steinegger                                       | 800m vrije slag (v)   | 22e       | serie 2: 3de in 8.36,40 (NR)                                                            |
| Mirna Jukić                                             | 100m schoolslag (v)   | Brons     | serie 5: 1ste in 1.07,06 halve finale 2: 2de in 1.07,27 finale: 3de in 1.07,34          |
| Mirna Jukić                                             | 200m schoolslag (v)   | 4e        | serie 6: 2de in 2.24,39 halve finale 2: 2de in 2.23,76 (NR) finale: 4de in 2.23,24 (NR) |
| Birgit Koschischek                                      | 100m vlinderslag (v)  | 26e       | serie 3: 1ste in 59,07                                                                  |
| Nina Dittrich                                           | 200m vlinderslag (v)  | 17e       | serie 2: 2de in 2.09,85 (NR)                                                            |
| Jördis Steinegger                                       | 400m wisselslag (v)   | 26e       | serie 2: 4de in 4.45,15 (NR)                                                            |

Afghanistan · Albanië · Algerije · Amerikaanse Maagdeneilanden · Amerikaans-Samoa · Andorra · Angola · Antigua en Barbuda · Argentinië · Armenië · Aruba · Australië · Azerbeidzjan · Bahama's · Bahrein · Bangladesh · Barbados · België · Belize · Benin · Bermuda · Bhutan · Bolivia · Bosnië en Herzegovina · Botswana · Brazilië · Britse Maagdeneilanden · Bulgarije · Burkina Faso · Burundi · Cambodja · Canada · Centraal-Afrikaanse Republiek · Chili · China · Chinees Taipei · Colombia · Comoren · Congo-Brazzaville · Congo-Kinshasa · Cookeilanden · Costa Rica · Cuba · Cyprus · Denemarken · Djibouti · Dominica · Dominicaanse Republiek · Duitsland · Ecuador · Egypte · El Salvador · Equatoriaal-Guinea · Eritrea · Estland · Ethiopië · Fiji · Filipijnen · Finland · Frankrijk · Gabon · Gambia · Georgië · Ghana · Grenada · Griekenland · Groot-Brittannië · Guam · Guatemala · Guinee · Guinee‑Bissau · Guyana · Haïti · Honduras · Hongarije · Hongkong · Ierland · IJsland · India · Indonesië · Irak · Iran · Israël · Italië · Ivoorkust · Jamaica · Japan · Jemen · Jordanië · Kaaimaneilanden · Kaapverdië · Kameroen · Kazachstan · Kenia · Kirgizië · Kiribati · Koeweit · Kroatië · Laos · Lesotho · Letland · Libanon · Liberia · Libië · Liechtenstein · Litouwen · Luxemburg · Macedonië · Madagaskar · Malawi · Malediven · Maleisië · Mali · Malta · Marshalleilanden · Marokko · Mauritanië · Mauritius · Mexico · Micronesië · Moldavië · Monaco · Mongolië · Montenegro · Mozambique · Myanmar · Namibië · Nauru · Nederland · Nederlandse Antillen · Nepal · Nicaragua · Nieuw-Zeeland · Niger · Nigeria · Noord-Korea · Noorwegen · Oeganda · Oekraïne · Oezbekistan · Oman · Oostenrijk · Oost‑Timor · Pakistan · Palau · Palestina · Panama · Papoea-Nieuw-Guinea · Paraguay · Peru · Polen · Portugal · Puerto Rico · Qatar · Roemenië · Rusland · Rwanda · Saint Kitts en Nevis · Saint Lucia · Saint Vincent en Grenadines · Salomonseilanden · Samoa · San Marino · Sao Tomé en Principe · Saoedi-Arabië · Senegal · Servië · Seychellen · Sierra Leone · Singapore · Slovenië · Slowakije · Soedan · Somalië · Spanje · Sri Lanka · Suriname · Swaziland · Syrië · Tadzjikistan · Tanzania · Thailand · Togo · Tonga · Trinidad en Tobago · Tsjaad · Tsjechië · Tunesië · Turkije · Turkmenistan · Tuvalu · Uruguay · Vanuatu · Venezuela · Verenigde Arabische Emiraten · Verenigde Staten · Vietnam · Wit-Rusland · Zambia · Zimbabwe · Zuid-Afrika · Zuid-Korea · Zweden · Zwitserland
Uitgesloten van deelname: Brunei